# Wings at the Speed of Sound
Wings at the Speed of Sound (deutsch „Flügel mit Schallgeschwindigkeit“ [wortwörtlich]), auch At the Speed of Sound genannt, ist das fünfte Studioalbum der von Paul McCartney nach der Auflösung der Band The Beatles gegründeten Rockband Wings. Es wurde am 22. März 1976 in den USA und am 26. März 1976 in Großbritannien veröffentlicht. Das Album und die Single-Auskopplung Silly Love Songs erreichten in den USA den ersten Platz der Charts.

## Entstehung

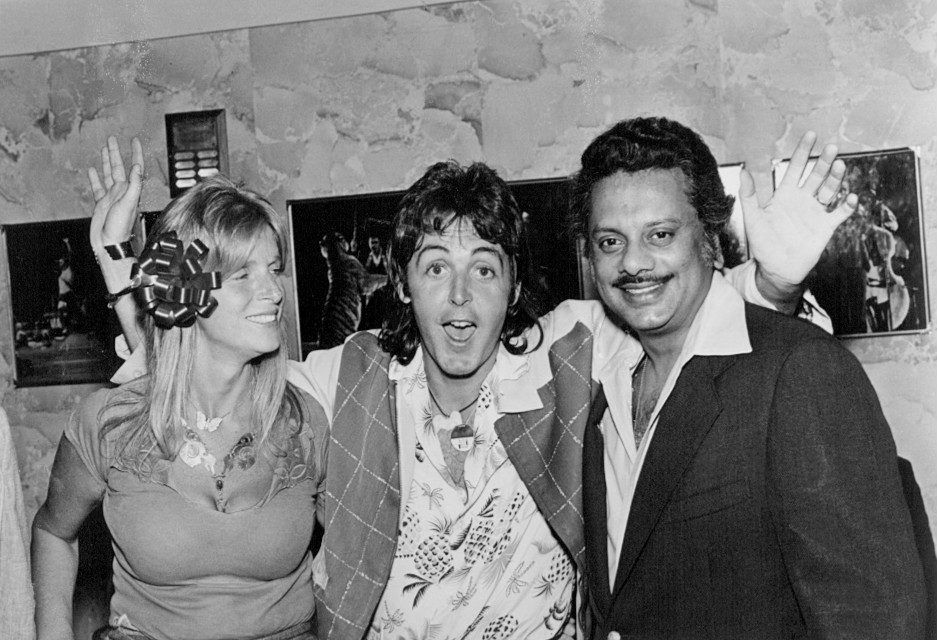
Linda und Paul McCartney sowie Bhaskar Menon, Präsident von Capitol Records, 1976

Im Anschluss an die Veröffentlichung ihres Albums Venus and Mars waren die Wings ab September 1975 auf ihre Welttournee Wings over the World gegangen. Vom 6. September bis zum 23. September 1975 gingen die Wings auf Tournee in Großbritannien und gaben 14 Konzerte; gefolgt von einer Australien-Tournee vom 1. November bis zum 14. November 1975 mit neun Konzerten.
Die ersten Aufnahmen zum Album Wings at the Speed of Sound fanden am 28. August 1975 in den Olympic Studios in London statt, wo die Wings das Lied Beware My Love, mit John Bonham am Schlagzeug, aufnahmen. Diese Version wurde aber für das Album nicht verwendet und erst im Oktober 2014 veröffentlicht.
Am 14. Oktober 1975 nahmen die Wings dann in den Londoner Abbey Road Studios The Note You Never Wrote von Paul und Linda McCartney als erstes Lied für das Album auf.
Anschließend geplante Auftritte in Japan konnten nicht stattfinden, hatte McCartney doch aufgrund seiner Drogenvergangenheit aus Beatles-Zeiten Einreiseverbot. Die McCartneys machten stattdessen Urlaub auf Hawaii, wo Paul McCartney Material für das neue Album zusammenstellte.
Weitere Aufnahmen fanden schließlich vom 5. Januar bis zum 4. Februar 1976 wiederum in den Abbey Road Studios statt, anschließend folgten die Abmischungen der Lieder. Nach Aussagen McCartneys war die Aufnahmezeit der Platte kurz, „aber wir hätten sie noch viel schneller produzieren können. Wir haben uns nicht besonders beeilt, sondern ließen die Ideen blühen“.
Wings at the Speed of Sound ist das einzige Wings-Album, auf dem alle Mitglieder auch als Sänger vertreten waren, so sang Linda McCartney bei Cook of the House, wo sie auch als Urheber genannt wird, Joe English bei Must Do Something About It und Jimmy McCulloch bei Wino Junko, das McCulloch mit dem Stone-the-Crows-Schlagzeuger Colin Allen komponierte. Time to Hide wurde von Denny Laine geschrieben und gesungen, Laine sang zudem die McCartney-Komposition The Note You Never Wrote, bei dem McCulloch die Leadgitarre mit einem bemerkenswerten Solo spielte.
Paul McCartney sagte im Nachhinein über das Album: „Es stellte sich heraus, dass es weniger eine McCartney-Produktion als vielmehr eine Wings-Arbeit war. So war es nicht beabsichtigt.“
Das Lied Must Do Something About It wurde auch mit dem Gesang von Paul McCartney aufgenommen, aber erst im Oktober 2014 veröffentlicht.
Nach Ende der Aufnahmen setzten die Wings ihre Welttournee vom 20. bis zum 26. März 1976 mit fünf Auftritten in Kontinentaleuropa fort.
Wings at the Speed of Sound wurde das fünfte Nummer-eins-Album für Paul McCartney in den USA.

## Covergestaltung
Das Cover zeigt den Titel des Albums in roten Lettern vor der gelben Werbefassade des Leicester Square Theatre. Das Cover entwarfen George Hardie und Aubrey Powell von der Agentur Hipgnosis.
Die hinteren Coverfotos, die Montagen der Wings-Bandmitglieder zeigen, wurden von Clive Arrowsmith aufgenommen. Weitere Fotos von Linda McCartney sind auf der Innenhülle sowie eine Zeichnung von Humphrey Ocean, die ein Live-Foto von Wings umgibt, das von Robert Ellis aufgenommen wurde.

## Titelliste
Paul und Linda McCartney komponierten die Lieder des Albums, außer Wino Junko, das von Jimmy McCulloch und Colin Allen geschrieben wurde, sowie Time to Hide, das von Denny Laine komponiert wurde.
Seite 1
1. Let ’Em In – 5:10
2. The Note You Never Wrote – 4:19
3. She’s My Baby – 3:06
4. Beware My Love – 6:27
5. Wino Junko – 5:19

Seite 2
1. Silly Love Songs – 5:53
2. Cook of the House – 2:37
3. Time to Hide – 4:32
4. Must Do Something About It – 3:42
5. San Ferry Anne – 2:06
6. Warm and Beautiful – 3:12

## Informationen zu einzelnen Liedern
- Let ’Em In erwähnt im Text mehrere existierende Personen, so ‚Brother Michael‘ (McCartney), ‚Phil and Don‘ (Everly als The Everly Brothers) und ‚Brother John‘ (Lennon).
- Der Titel des Lieds San Ferry Anne ist eine Verballhornung von französisch ça ne fait rien („macht nichts“).[8]
- Der Text von Silly Love Songs gilt als Botschaft an seine (Musik-)Kritiker, die ihm vorwarfen, ständig banale Liebeslieder zu schreiben.
- Das Lied Wino Junko warnt vor Drogen; der Sänger und Mitkomponist Jimmy McCulloch starb am 27. September 1979 an den Folgen seines Drogenkonsums.
- Warm and Beautiful ist eine vor allem von Linda McCartney inspirierte Ballade Paul McCartneys mit Bläsern und einem Bläsersolo.

## Wiederveröffentlichungen

### Wiederveröffentlichungen bis 2007
- Am 10. Juli 1989 wurde das Album erstmals auf CD mit drei Bonusliedern veröffentlicht. Der CD liegt ein achtseitiges bebildertes Begleitheft bei.[9]

1. Walking in the Park with Eloise – 3:07
Single-A-Seite vom Oktober 1974 unter dem Pseudonym The Country Hams
2. Bridge over the River Suite – 3:12
Single-B-Seite vom Oktober 1974 unter dem Pseudonym The Country Hams
3. Sally G – 3:37
Single-B-Seite vom Oktober 1974

- Am 7. Juni 1993[10] wurde die CD in einer erneut von Peter Mew remasterten Version mit denselben drei Bonusliedern veröffentlicht. Der CD liegt ein achtseitiges bebildertes Begleitheft bei, das Information zum Album enthält. Die CD enthält dieselben drei Bonusstücke, wie die 1989er Version.[11]
- Das Album erschien im Oktober 1996 von Steve Hoffmann remastert in der DCC Compact Classics Edition als 24-Karat vergoldete CD. Der CD liegt ein bebildertes zwölfseitiges Begleitheft bei, das Information zum Album enthält. Die CD-Plastikhülle befindet sich wiederum in einer Papphülle. Die CD enthält dieselben drei Bonusstücke, wie die 1989er und 1993er Version.[12]
- Im Mai 2007 wurde das Album im Download-Format veröffentlicht.

### Archive Collection
- Am 31. Oktober 2014 (Standard Edition) und am 7. November 2014 (Deluxe Edition) wurde Wings at the Speed of Sound, zum dritten Mal remastert, von dem Musiklabel Hear Music / Concord Music Group als Teil der Paul McCartney Archive Collection veröffentlicht. Das Remastering erfolgte in den Abbey Road Studios. Das CD-Album hat ein aufklappbares Pappcover, dem ein 18-seitiges bebildertes Begleitheft beigegelegt ist, das Informationen zum Album und die Liedtexte beinhaltet. Das Design stammt von der Firma YES.

Das Album erschien in verschiedenen Formaten:
- Standard Edition
Das originale 11-Track-Album mit einer Bonus-CD, die folgende Lieder erhält:[13]

1. Silly Love Songs (Demo) – 2:46
2. She’s My Baby (Demo) – 3:47
3. Message To Joe – 0:24
4. Beware My Love (John Bonham Version) – 5:35
bei dieser Version spielt John Bonham statt Joe English Schlagzeug
5. Must Do Something About It (Paul’s Version) – 3:38
bei dieser Version singt Paul McCartney statt Joe English
6. Let 'Em In (Demo) – 4:18
7. Warm And Beautiful (Instrumental Demo) – 1:30

- Das Album wurde ebenfalls als 180 Gramm Vinyl-Version als Doppel-LP (neu remastert) inklusive der sieben Bonustitel veröffentlicht. Die vierte Seite des Albums ist nicht bespielbar. Weiterhin enthält die LP einen Code zum Download des Albums mit den Bonus-Titeln.[14]

| Seite 1 1. Let ’Em In 2. The Note You Never Wrote 3. She’s My Baby 4. Beware My Love 5. Wino Junko | Seite 2 1. Silly Love Songs 2. Cook of the House 3. Time to Hide 4. Must Do Something About It 5. San Ferry Anne 6. Warm and Beautiful |

| Seite 3 1. Silly Love Songs (Demo) 2. She’s My Baby (Demo) 3. Message To Joe 4. Beware My Love (John Bonham Version) 5. Must Do Something About It (Paul’s Version) 6. Let 'Em In (Demo) – 4:18 7. Warm And Beautiful (Instrumental Demo) |

- Deluxe Edition
Das originale 11-Track-Album mit der oben erwähnten Bonus-CD, einem 112-seitigen gebundenen Buch mit weiteren Beilagen sowie einer DVD mit folgendem Inhalt:[15]

1. Silly Love Songs Music Video – 5:45
2. Wings Over Wembley – 13:23
3. Wings In Venice – 3:10

### Weitere Wiederveröffentlichungen
- Am 17. November 2017 wurde das Vinyl-Album von Capitol Records, auf 180 Gramm orangefarbenem Vinyl gepresst, veröffentlicht.[16]

## Single-Auskopplungen

### Silly Love Songs
Am 30. April 1976 (USA: 1. April 1976) erschien die Single Silly Love Songs / Cook of the House und wurde der fünfte Nummer-eins-Hit für Paul McCartney in den USA.
Die Promotionsingle wurde in den USA wie folgt veröffentlicht: auf der A-Seite befindet sich eine gekürzte Version und auf der B-Seite die Album-/Single-Version des Liedes.

### Let ’Em In
Die zweite Singleauskopplung Let ’Em In / Beware My Love erfolgte am 23. Juli 1976 (USA: 28. Juni 1976). In Frankreich wurde erstmals eine 12″-Vinyl-Maxisingle von den Wings/Paul McCartney veröffentlicht, die aber keine neu abgemischten oder längeren Versionen der Lieder enthält.
Die Promotionsingle wurde in den USA wie folgt veröffentlicht: Auf der A-Seite befindet sich eine gekürzte Version und auf der B-Seite die Album/Single-Version des Liedes.

### Musikvideo
Ein Musikvideo wurde zu der Single-A-Seite Silly Love Songs gedreht.

## Kritik
Die Kritik nahm Wings at the Speed of Sound zwiespältig auf. Für die einen war es „ein gutes, wenn nicht mit eines der besten Alben der Band. Gewissermaßen ein verbessertes McCartney-Album.“ Vor allem die „entspannte private Atmosphäre“ des Albums mache den Charme von Wings at the Speed of Sound aus. Der Rolling Stone nannte das Album eine „rätselhafte, etwas defensive Kuriosität eines großartigen Pop-Produzenten, der einst ein großartiger Popsong-Schreiber war“. Das Album sei hervorragend arrangiert und aufgenommen, handwerklich perfekt, doch fehle die musikalische Brillanz der Melodien sowie die Energie, die Vorgängeralben gehabt haben. Allmusic befand, dass sich McCartney bei diesem Album auf seinen Lorbeeren ausruhe. Der Versuch, durch die Gemeinschaftsarbeit aller Wings-Mitglieder eine größere Geschlossenheit des Albums zu erreichen, sei gescheitert.

## Kommerzieller Erfolg

### Chartplatzierungen

#### Album
Das Album erreichte zudem Platz 3 in den niederländischen Charts, Platz 7 in den schwedischen Charts sowie Platz 2 in den norwegischen und neuseeländischen Charts.
| ChartsChartplatzierungen       | Höchstplatzierung | Wochen/ Monate |
| ------------------------------ | ----------------- | -------------- |
| Deutschland (GfK)              | 32 (7 Mt.)        | 7 Mt.          |
| Vereinigte Staaten (Billboard) | 1 (53 Wo.)        | 53 Wo.         |
| Vereinigtes Königreich (OCC)   | 2 (36 Wo.)        | 36 Wo.         |

Die 2014er Wiederveröffentlichung erreichte Platz 64 in Großbritannien und Platz 45 in den USA.

#### Singles
| Jahr | Titel            | Höchstplatzierung, Gesamtwochen, AuszeichnungChartplatzierungen (Jahr, Titel, , Platzierungen, Wochen, Auszeichnungen, Anmerkungen) | Höchstplatzierung, Gesamtwochen, AuszeichnungChartplatzierungen (Jahr, Titel, , Platzierungen, Wochen, Auszeichnungen, Anmerkungen) | Höchstplatzierung, Gesamtwochen, AuszeichnungChartplatzierungen (Jahr, Titel, , Platzierungen, Wochen, Auszeichnungen, Anmerkungen) | Anmerkungen                         |
| Jahr | Titel            | DE | UK | US | Anmerkungen                         |
| ---- | ---------------- | --- | --- | --- | ----------------------------------- |
| 1976 | Silly Love Songs | DE14 (13 Wo.)DE | UK2 (11 Wo.)UK | US1 Gold · (19 Wo.)US | Erstveröffentlichung: 25. März 1976 |
| 1976 | Let ’Em In       | DE29 (4 Wo.)DE | UK2 (10 Wo.)UK | US3 Gold · (16 Wo.)US | Erstveröffentlichung: 28. Juni 1976 |

### Auszeichnungen für Musikverkäufe
| Land/Region                  | Auszeichnungen für Musikverkäufe (Land/Region, Auszeichnung, Verkäufe) | Verkäufe  |
| ---------------------------- | ---------------------------------------------------------------------- | --------- |
| Frankreich (SNEP)            | Gold                                                                   | 100.000   |
| Vereinigte Staaten (RIAA)    | Platin                                                                 | 1.000.000 |
| Vereinigtes Königreich (BPI) | Gold                                                                   | 100.000   |
| Insgesamt                    | 2× Gold · 1× Platin ·                                                  | 1.200.000 |

Hauptartikel: Paul McCartney/Auszeichnungen für Musikverkäufe